# Real Maestranza de Caballería de Sevilla
|  | Per a altres significats, vegeu «Mestrança (desambiguació)». |

Escut.

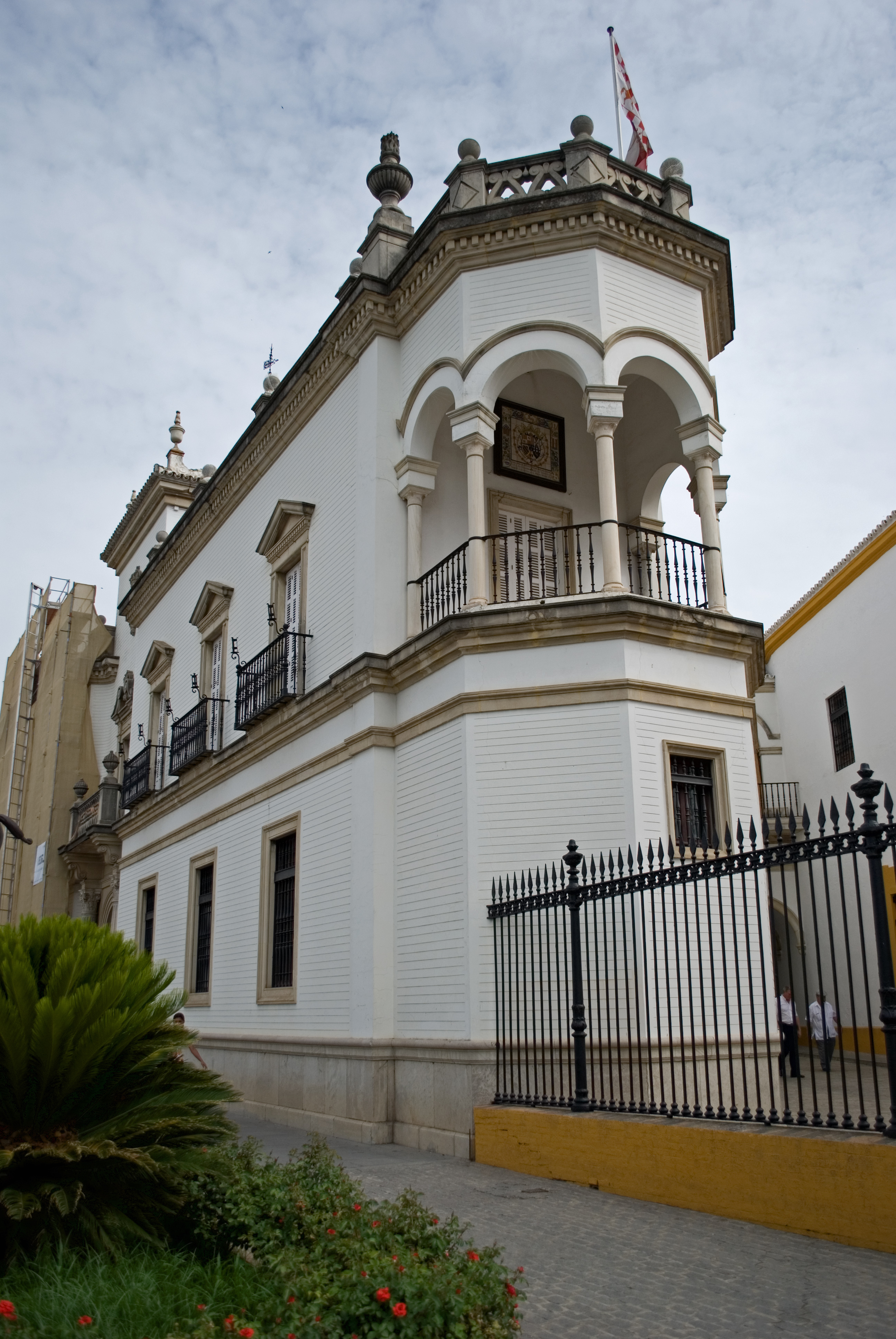
Seu de la Real Maestranza de Caballería de Sevilla, al Passeig de Colón, junt a la plaça de toros.

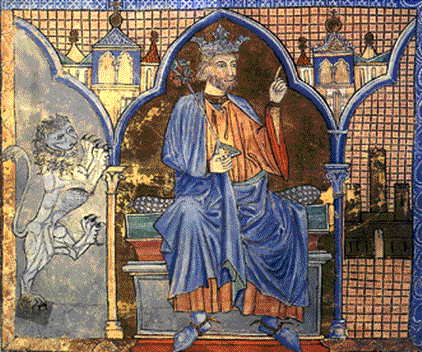
Ferran III de Castella

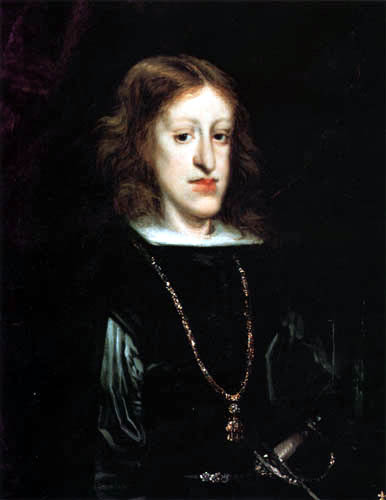
Carles II

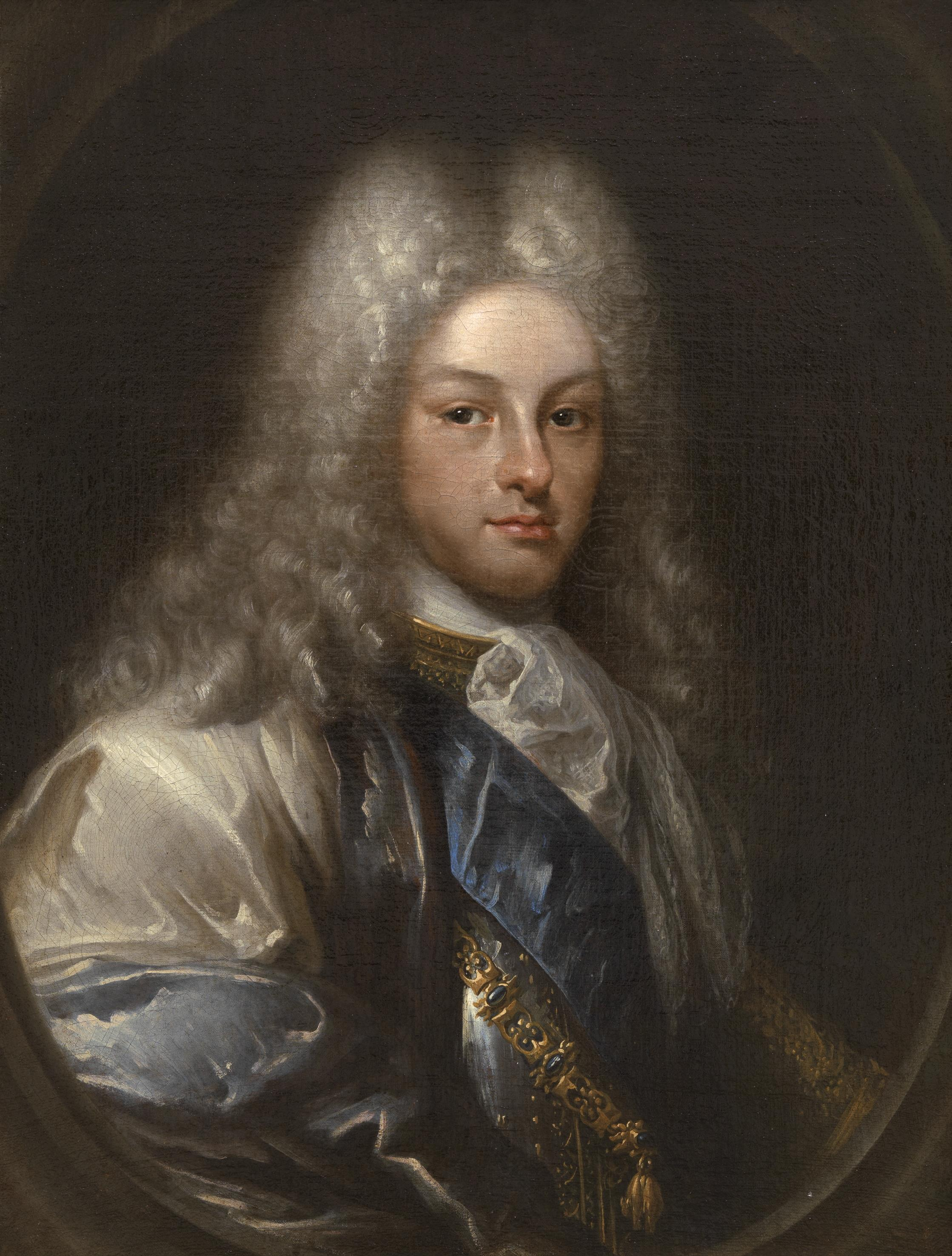
Felip V

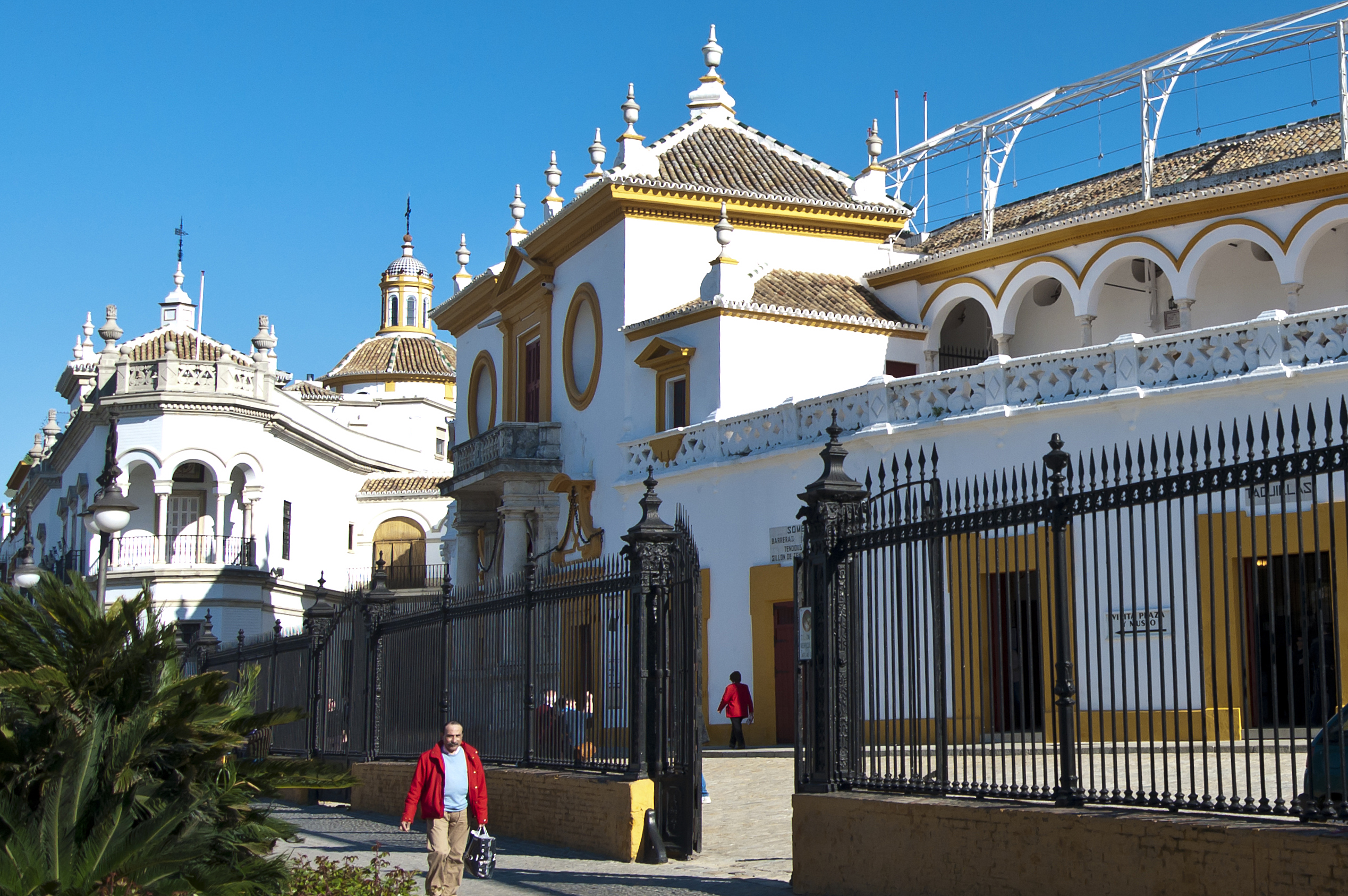
Maestranza de Caballería a l'esquerra i Plaça de Toros de la Maestranza a la dreta

La Real Maestranza de Caballería de Sevilla és una corporació nobiliària els orígens de la qual es remunten a la Reconquesta, i té la seu a Sevilla (Andalusia. Fou fundada oficialment el 1670 per Carles II d'Espanya i és l'hereva de la Germandat de Sant Hermenegild; està composta exclusivament per homes d'antics llinatges aristocràtics. El Germà Gran és l'actual rei d'Espanya Felip VI.
Com totes les maestranzas, va ser creada originalment per formar els nobles en la pràctica militar de l'equitació. Avui és dedicada a la caritat, al desenvolupament i la promoció de les arts eqüestres i taurines, i és més coneguda per ser la propietària de la plaça de toros de la Maestranza. També té una missió patrocinar les arts i la cultura a Sevilla i la seva regió.

## Història
El passat històric de la Real Maestranza de Cavalleria de Sevilla es remunta als dies immediats a la conquesta de la ciutat l'any 1248 pel Rei Ferran III el Sant. Els cavallers que el van acompanyar fundaren una Confraria o Germanor Cavalleresca, sota l'advocació de Sant Hermenegild amb la finalitat d'ensinistrar-se en el maneig de les armes i les pràctiques eqüestres i per estar preparats en el combat. Amb l'esdevenir dels temps aquesta Germanor Cavalleresca perd activitat en les seves dedicacions fins a desaparèixer. S'imposa la necessitat, per desig real primer de Felip II i després de Felip III, de mantenir el seu esperit en una nova institució, i així es funda en 1670, durant el regnat de Carles II, el Real Cuerpo de Maestranza de Cavalleria de Sevilla. En la resta d'Espanya les diferents Maestranzas van seguir un procés similar a la de Sevilla fundant-se totes a partir de la segona meitat del segle xvii.
El període comprès entre 1729 i 1733 coincideix amb l'estada de Felip V a Sevilla. Aquest monarca, primer de la Casa de Borbó a Espanya, havia rebut suport material i moral de la Real Maestranza en la guerra de successió a la corona espanyola. En agraïment, el rei va concedir a la Corporació privilegis importants i decisius, i des d'aquest moment rebrà el tractament de "Real". El càrrec de Germà Major del Real Cuerpo seria des de llavors ostentat per un dels fills del Rei.
A partir de Ferran VII seria el mateix rei el Germà Major de la Real Corporació, presidida en l'actualitat per Felip VI, i l'honor de representar al Germà Major correspon al seu Tinent de Germà Major. Un altre dels privilegis concedits per Felip V a la Real Maestranza va ser l'ús d'uniforme amb dret a vestir-lo no sols en les funcions pròpies de la institució, sinó en qualsevol dia, "com se serveixen del seu els Oficials Militars de les meves tropes", segons textualment consta en la Reial Cèdula de 24 de juny de 1729.

## Govern
La Junta de Govern d'aquesta Real Corporació està formada actualment per:
- Tinent de Germà Major
  - Excm. Sr. D. Javier Benjumea Llorente, Marquès de Puebla de Cazalla
- Fiscal
  - Il·lm. Sr. D. Santiago de León i Domecq
- Diputat 1º
  - Il·lm. Sr. D. Alfonso Fernández de Peñaranda i Valdenebro
- Diputat 2º
  - Il·lm. Sr. D. Francisco Javier de Solís i Martínez-Campos, Comte de Casa Alegre
- Secretari
  - Excm. Sr. D. Enrique de Queralt i Aragó, Marquès de Gramosa
- ExTinents de Germà Major
  - Excm. Sr. D. Alfonso Guajardo-Fajardo y Alarcón
  - Excm. Sr. D. Tuli O'Neill Castrillo, Marquès de Caltójar
  - Il·lm. Sr. D. Luis Manuel Falcó de la Llastra, Comte de Peñaflor de Argamasilla
- Arxiver
  - Il·lm. Sr. D. Marcelo Maestre y de León
- Clavero
  - Il·lm. Sr. D. Nicolás Coronel y Medina
- Diputat de Plaza
  - Il·lm. Sr. D. Joaquín Guajardo-Fajardo y Carmona, Marquès de la Peña de los Enamorados
- Diputat de Música
  - Il·lm. Sr. D. Patricio Molina de Porres

## Germans Majors de la Real Maestranza de Caballería de Sevilla
Per Reial Cèdula de Felip V de 2 de juny de 1730, la Maestranza de Caballería de Sevilla passa a ser Real, rebent una sèrie d'importants privilegis, com usar en exclusiva uniforme propi en qualsevol funció, com els oficials militars de les seves tropes, sent el més important d'ells el que un membre de la Família Real sigui Germà Major de la Corporació. Felip V va nomenar-ne al seu fill, l'Infant Felip, Duc de Palma. Ferran VII, en 1823, concedeix un nou i important privilegi a la Real Maestranza, pel qual el Germà Major va passar a ser el mateix Rei.
A continuació es relacionen els diferents Germans Majors, des de l'actual Germà Major, S. M. El Rei Felip VI, fins als orígens de la Corporació:
- S. M. El Rei Felip VI (Germà Major des de 2014)
- S. M. El Rei Joan Carles I (1993-2014)
- S.A.R. Joan De Borbó, Comte De Barcelona (1941-1993)
- S. M. El Rei Alfons XIII (1889-1941)
- S. M. La Reina Maria Cristina (1885-1889)
- S. M. El Rei Alfons XII (1875-1885)
- S. M. La Reina Isabel II (1834-1874)
- S. M. El Rei Ferran VII (1808-1834)
- S.A.R L'infant Ferran De Borbó (1786-1808)
- S.A.R L'infant Lluís Antoni De Borbó (1765-1785)
- S.A.R L'infant Felip De Borbó (1730-1765)